# Buffy contre les vampires, Classic Comics
 (juin 2018).
Si vous disposez d'ouvrages ou d'articles de référence ou si vous connaissez des sites web de qualité traitant du thème abordé ici, merci de compléter l'article en donnant les références utiles à sa vérifiabilité et en les liant à la section « Notes et références ».
Buffy contre les vampires, Classic Comics, est une série de comic books éditée par Dark Horse Comics.
Outre les aventures de Buffy et du Scooby-Gang dans la série télévisée, ils ont affronté de nombreux autres vampires, démons et forces des ténèbres dans cette série de comic books.
Cette collection rassemble les comics Buffy officiels publiés par Dark Horse alors que la série était toujours en cours de diffusion (entre 1998 et 2004). Ces histoires sont classées par saison.

## Saison 1

### Tome 1:Origines
The Origin est la novélisation en comics du film Buffy the Vampire Slayer mais adapté à la série télé et est considérée comme canon.
Parution américaine
1. The Origin, Part I
2. The Origin, Part II
3. The Origin, Part III
4. Viva Las Buffy!, Part I no 51
5. Viva Las Buffy!, Part II no 52
6. Viva Las Buffy!, Part III no 53
7. Viva Las Buffy!, Part IV no 54

Parution française
1. Tome 1 : Origines

### Tome 2:Une vie volée
Parution américaine
1. Dawn and Hoopy the Bear no 55
2. Slayer Interrupted, Part I no 56
3. Slayer Interrupted, Part II no 57
4. Slayer Interrupted, Part III no 58
5. Slayer Interrupted, Part IV no 59
6. All’s Fair Spike & Dru 3

Parution française
1. Tome 2 : Une vie volée

## Saison 2

### Tome 3:Un pieu dans le cœur
Parution américaine
1. Reveal I' no 60
2. A Stake to the Heart, Part I no 61
3. A Stake to the Heart, Part II no 62
4. A Stake to the Heart, Part III no 63
5. MacGuffins DHP Annual 1998
6. The Queen of Hearts Spike & Dru 2

Parution française
1. Tome 3 : Un pieu dans le cœur

### Tome 4:L'anneau de Feu
Parution américaine
1. Ring of Fire
2. Dust Walz
3. Paint the Town Red Spike & Dru 1

Parution française
1. Tome 4 : L'anneau de feu

## Saison 3

### Tome 5:Vacances mortelles
Parution américaine
1. Wu-Tang Fang no 1
2. Halloween no 2
3. Thanksgiving no 3
4. Dance With Me no 4
5. White Christmas no 5
6. Happy New Year no 6
7. New Kid on the Block no 7

Parution française
1. Tome 5 : Vacances mortelles

### Tome 6:La chaine alimentaire
Parution américaine
1. A Nice Girl Like Yo no 8
2. The Food Chain no 12
3. The Final Cut no 16
4. The latest Craze
5. Play With Fire

Parution française
1. Tome 6 : La chaine alimentaire

### Tome 7:Mauvais Sang I
Parution américaine
1. Hey, Good Looking, Bad Blood, Part I no 9
2. Hey, Good Looking, Bad Blood, Part II no 10
3. A Boy Named Sue, Bad Blood, Part III no 11
4. Love Sick Blues, Bad Blood, Part IV  no 13
5. Love Sick Blues, Bad Blood, Part V  no 14
6. Lost Highway, Bad Blood, Part VI  no 15

Parution française
1. Tome 7 : Mauvais Sang I

### Tome 8:Mauvais Sang II
Parution américaine
1. She’s No Lady, Bad Blood, Part VII no 17
2. She’s No Lady, Bad Blood, Part VIII no 18
3. Old Friends, Bad Blood Part IX no 19
4. Angel, Part I
5. Angel, Part II
6. Angel, Part III
7. Double Cross no 20

Parution française
1. Tome 8 : Mauvais Sang II

### Tome 9:Hantée
Parution américaine
1. Haunted, Part I
2. Haunted, Part II
3. Haunted, Part III
4. Haunted, Part IV
5. Bad Dog
6. Hello, Moon
7. Cursed
8. Dead Love
9. Mall Rats
10. Who Made Who ?
11. Stinger

Parution française
1. Tome 9 : Hantée

## Saison 4

### Tome 10:Le Sang de Carthage
Parution américaine
1. The Blood of Carthage, Part I no 21
2. The Blood of Carthage, Part II no 22
3. The Blood of Carthage, Part III no 23
4. The Blood of Carthage, Part IV no 24
5. The Blood of Carthage, Part V no 25
6. Take Back the Night
7. Killing Time

Parution française
1. Tome 10 : Le Sang de Carthage

### Tome 11:Le Cœur d'une Tueuse
Parution américaine
1. The Heart of a slayer, Part I no 26
2. The Heart of a slayer, Part II no 27
3. Cemetary of lost love no 28
4. Oz, Part I
5. Oz, Part II
6. Oz, Part III

Parution française
1. Tome 11 : Le Cœur d'une Tueuse